# Clara Sarteel
Clara Sarteel (26 juni 1932 — Gent, 27 januari 2002) was de dochter van beeldhouwer Leon Sarteel. Ze specialiseerde zich in naaldkant, maar was ook actief als grafisch vormgeefster (o.a. affiches en covers). In opdracht van de Stad Gent maakte ze eveneens enkele wandpanelen in keramiek.

## Biografie
Clara werd geboren op 26 juni 1932 als dochter van Leon Sarteel en Anna Pirsens. In 1952 studeerde ze met grote onderscheiding af aan de Koninklijke Academie voor Schone Kunsten in Gent.  Ze kreeg bekendheid als ontwerpster van gevelkeramiek en kant.
Ze overleed op 27 januari 2002.

## Prijzen en onderscheidingen
- 1951: eerste prijs voor kantontwerp in de wedstrijd van de Nationale Commissie voor Kunstambachten en -Industrieën, sectie Kant
- 1953: eerste prijs voor kantontwerp in de wedstrijd van de Nationale Commissie voor Kunstambachten en -Industrieën, sectie Kant
- 1956: prijs voor het afficheontwerp “Wordt Bloedgever” in de nationale wedstrijd van het Rode Kruis België
- 1958: zilveren medaille Expo ’58, Klasse van de Kunstambachten

## Tentoonstellingen
- 1956: Scaldistentoonstelling. Salon der hedendaagse Oost-Vlaamse kunstambachten. Gent, Museum voor Sierkunst, 7-23 september 1956[3]
- 1958: Expo 58. Brussel[4]

## Projecten in opdracht
- 1953: fronton in keramiek voor kinderdagverblijf ’t Pagarderken (Gent, Heldenplein)
- 1957: keramiekpaneel voor kinderdagverblijf Het Perenboompje (Gent, Peerstraat)
- 1956: ontwerp cover Snoecks Grote Almanak